# Cyathus stercoreus
Cyathus stercoreus, vulgarmente conhecido como o ninho do pássaro que ama esterco, é uma espécie de fungo do género Cyathus, família Nidulariaceae. Como outras espécies nas Nidulariaceae, os corpos frutíferos de C. stercoreus se assemelham a pequenos ninhos de pássaros cheios de ovos. Os corpos frutíferos são referidos como copos de salpicos, porque eles são desenvolvidos para usar a força de gotas de água caindo para desalojar e dispersar seus esporos. A espécie tem uma distribuição mundial e prefere crescer em esterco ou solo contendo esterco; o epíteto específico é derivado da palavra latina stercorarius, que significa "de esterco".

## Descrição

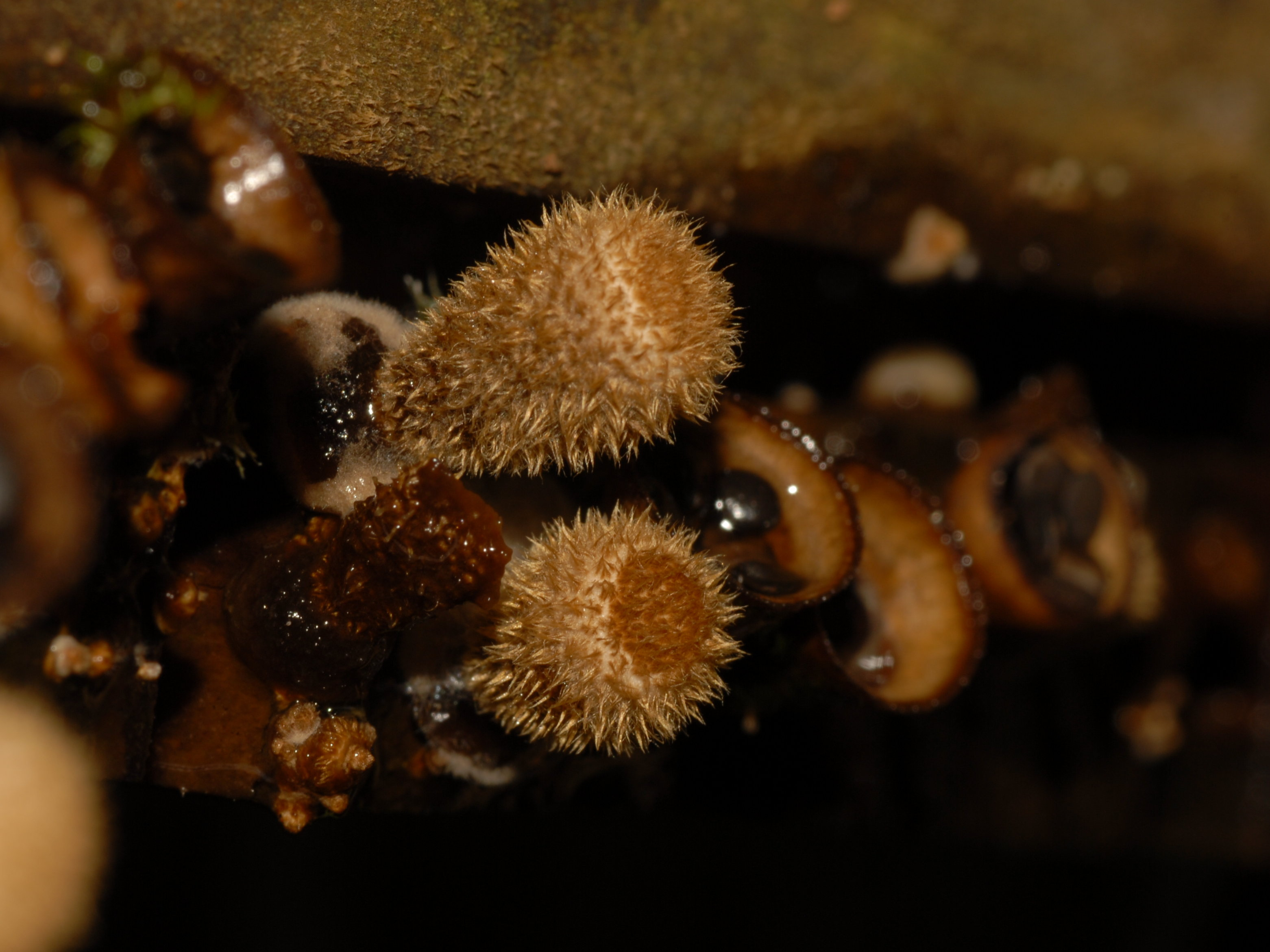
Dois espécimes jovens de C. stercoreus com epifragmas intactos.

Os corpos frutíferos, ou perídios, são em forma de funil ou barril, com 6 a 15 mm de altura, 4 a 8 mm de largura na boca, às vezes de haste curta, marrom dourado a marrom escuro em sua idade. A parede externa do perídio, o ectoperídio, é coberta por tufos de hifas fúngicas que lembram pêlos desgrenhados. No entanto, em espécimes mais antigas, esta camada externa de pêlo (tecnicamente um tomento) pode estar completamente desgastada. A parede interna do copo, o endoperídio, é lisa e cinza a preto-azulada. Os "ovos" do ninho da ave - os peridíolos - são enegrecidos, com 1 a 2 mm de diâmetro, e normalmente há cerca de 20 na copa. Os peridíolos são frequentemente ligados ao corpo frutífero por um funículo, uma estrutura de hifas que é diferenciada em três regiões: a parte basal, que a prende à parede interna do perídio, a parte do meio e a bainha superior, chamada de bolsa, conectada à superfície inferior do peridíolo. Na bolsa e na parte do meio há um fio enrolado de hifas entrelaçadas, chamado cordão funicular, preso a uma extremidade do peridíolo e na outra extremidade a uma massa emaranhada de hifas chamada de hapteron. No entanto, Brodie relata que, por vezes, C. stercoreus é encontrado sem um funículo, o que levou alguns autores a identificar incorretamente esta espécie com o gênero Nidula.

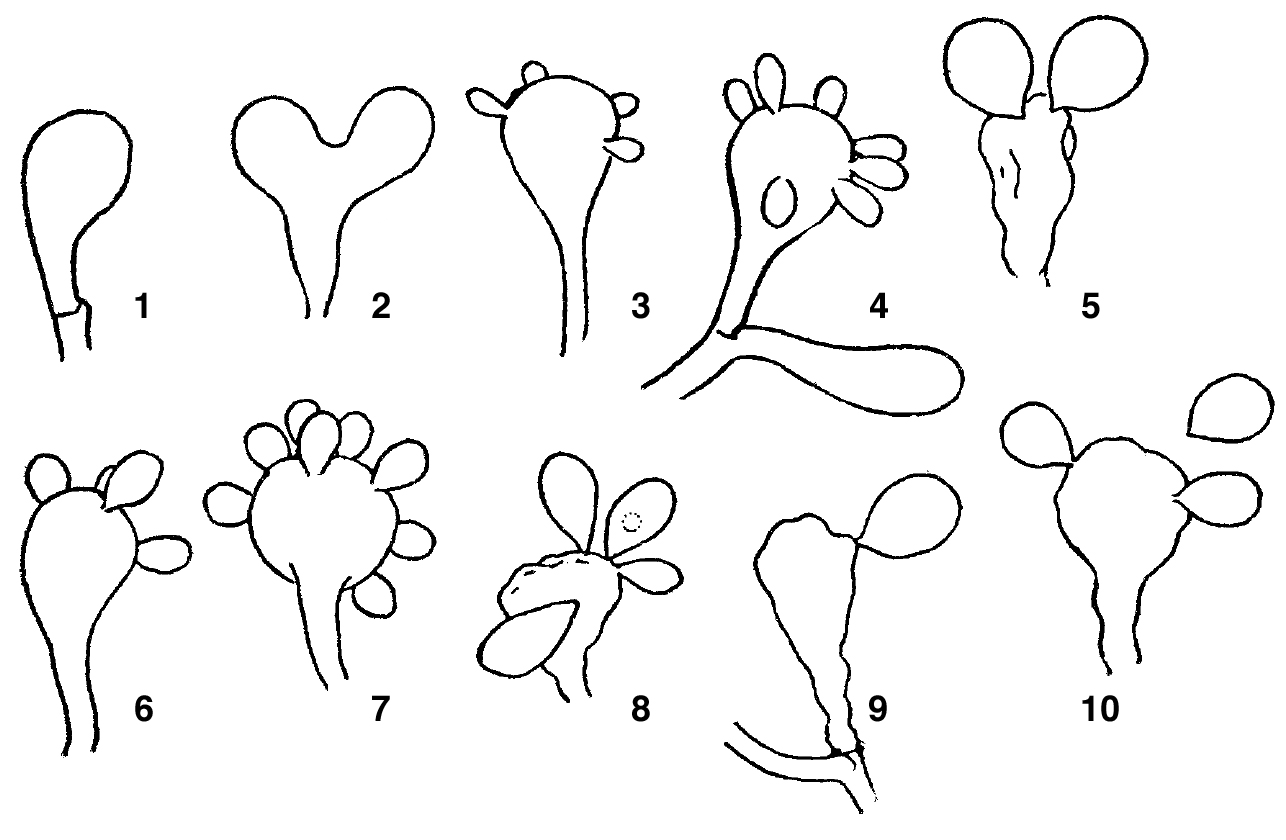
O basídio do C. stercoreus durante vários estágios de desenvolvimento. (1) basídio jovem de forma usual; (2) basídio duplo; (3–6) basídios com 4 a 8 esporos em desenvolvimento; (7–9) basídios colapsando, com os esporos ainda presos; (10) basídio colapsando com dois esporos presos e um separado.

Os esporos de C. stercoreus são aproximadamente esféricos e relativamente grandes, com dimensões típicas de 20–35 x 20–25 µm, embora tenha sido observada grande variabilidade no tamanho dos esporos. Os esporos são sésseis (crescendo diretamente da superfície do basídio, sem fixação por meio de um esterigma), e são separados dos basídios depois de colapsarem e gelatinizarem. Isso é acompanhado pela gelatinização das paredes internas do peridíolo.

## Ultraestrutura
A análise dos corpos frutíferos utilizando microscopia eletrônica de varredura e de transmissão revelou detalhes sobre a sua ultraestrutura—a sua arquitetura e organização microscópica. Por exemplo, as hifas do hapteron formam uma rede densa e emaranhada, enquanto que as hifas do cordão funicular são organizadas de modo entrelaçado, como uma corda. Além disso, o cordão funicular, sabido ser altamente elástico e com alta resistência à tração, é formado por hifas mais grossas do que o resto do funículo. Também, o ecto- e o endoperídio são feitos de hifas com paredes grossas e não-ramificadas, conhecidas como hifas esqueléticas. Foi proposto que essas hifas esqueléticas formam uma rede estrutral que ajuda o corpo frutífero a manter a sua elasticidade, vital para o funcionamento adequado do mecanismo de dispersão do esporo.

## Ciclo de vida
O ciclo de vida de Cyathus stercoreus, que contém estágios haploides e diploides, é típico do táxon nos basidiomicetos que podem se reproduzir assexuadamente (via esporos vegetativos) ou sexualmente (com meiose). Os basidiósporos produzidos nos peridíolos contêm, cada um, um único núcleo haploide. Após a dispersão, os esporos germinam e crescem em hifas homocarióticas, com um único núcleo em cada compartimento. Quando duas hifas homocarióticas de diferentes grupos de compatibilidade reprodutiva se fundem, elas formam um micélio dicariótico (contendo dois núcleos), em um processo chamado plasmogamia. Após um período de tempo (aproximadamente 40 dias quando crescido a partir de cultura pura em laboratório) e sob as condições ambientais apropriadas, os corpos frutíferos podem ser formados a partir dos micélios dicarióticos. Estes corpos frutíferos produzem peridíolos contendo os basídios, sobre os quais são feitos novos basidiósporos. Os basídios jovens contêm um par de núcleos haploides sexualmente compatíveis que se fundem e o núcleo de fusão diploide resultante sofre meiose para produzir basidiósporos haplóides.

## Desenvolvimento
A variabilidade extrema na forma e cor do corpo de frutificação tem sido observada para C. stercoreus. Brodie relatou a descoberta de uma forma "geminada" de haste delgada, com dois corpos frutíferos originados do mesmo pedúnculo. Como foi demonstrado em amostras cultivadas em laboratório, o desenvolvimento e a forma dos corpos de frutificação dependem, pelo menos parcialmente, da intensidade de luz recebida durante o desenvolvimento. Por exemplo, a exposição do micélio heterocariótico à luz é necessária para que ocorra a frutificação e, além disso, essa luz precisa estar em um comprimento de onda inferior a 530 nm. Lu sugere que certas condições de crescimento – como a falta de nutrientes disponíveis – deslocam o metabolismo do fungo para produzir um hipotético "precursor fotorreceptor" que permite que o crescimento dos corpos de frutificação seja estimulado e afetado pela luz. Os fungos também são positivamente fototróficos, isto é, orientarão seus corpos frutíferos na direção da fonte de luz.

## Habitat e distribuição
Sendo coprófilo, C. stercoreus cresce em esterco, em solo com esterco e locais de fogueira; também foi registrado crescendo em dunas de areia. O fungo é conhecido por ter uma distribuição mundial, e Curtis Gates Lloyd, em sua monografia sobre os Nidulariaceae, escreveu que "provavelmente ocorre em todos os países onde há estrume".

## Dispersão de esporos
Quando uma gota de água atinge o interior da taça no ângulo e velocidade apropriados, os peridíolos são ejetados no ar pela força da gota. A força das lágrimas de ejeção abre a bolsa e resulta na expansão do cordão funicular, anteriormente enrolado sob pressão na parte inferior da bolsa. Os peridíolos, seguidos pelo cordão funicular altamente adesivo e pelo hapteron basal, podem atingir o caule ou tronco de uma planta próxima. O hapteron adere a ele, e o cordão funicular envolve o caule ou o tronco, impulsionado pela força do peridíolo ainda em movimento. Após a secagem, o peridíolo permanece ligado à vegetação, onde pode ser comido por um animal herbívoro em pastoreio e, posteriormente, depositado no esterco desse animal para continuar o ciclo de vida.

## Compostos bioativos
Um número de compostos antioxidantes do tipo policetídeo, cyathusais A, B e C e pulvinatal foram isolados e identificados a partir da cultura líquida de Cyathus stercoreus. Além disso, os policetídeos conhecidos como cyathuscavin A, B e C (isolados da cultura líquida) também têm atividade antioxidante e têm atividade de proteção ao DNA.

## Usos

### Medicina tradicional
Na medicina tradicional chinesa, uma decocção desse fungo é usada para ajudar a aliviar os sintomas da gastralgia ou da dor abdominal.

### Agrícola e industrial
Cyathus stercoreus foi investigado por sua capacidade de decompor lignina e celulose em subprodutos agrícolas, como palha de trigo ou gramíneas. Ele quebra seletivamente a lignina, deixando grande parte da celulose intacta, o que aumenta a quantidade de carboidratos digestíveis para mamíferos ruminantes, e aumenta tanto seu valor como fonte de alimento quanto sua biodegradabilidade. As enzimas responsáveis, lacase e peroxidase de manganês, também têm aplicações industriais para degradação e remoção de lignina na indústria de celulose e papel. Culturas líquidas de C. stercoreus também mostraram biodegradar o composto explosivo 2,4,6-trinitrotolueno (TNT).

### Texto citado
Brodie, Harold Johnston (1975). The Bird's Nest Fungi. Toronto: University of Toronto Press. 199 páginas. ISBN 0-8020-5307-6. Consultado em 17 de maio de 2018